# Magister artium
Magister artium (latino per "maestro delle arti") era il titolo accademico conferito a partire dal Medioevo a chi terminava con successo gli studi presso la facoltà delle arti. Detto titolo era superiore a quello di baccelliere, conferito dalla stessa facoltà al termine di una prima fase di studi, ed inferiore a quello di dottore, conferito dalle altre facoltà. Il titolo di Magister artium, noto anche come liberalium artium magister, spettava agli studenti dopo avevano studiato le artes liberales, le sette arti liberali, che erano:
- le arti del Trivio, di orientamento linguistico: grammatica, retorica e dialettica;
- le arti del Quadrivio matematico: aritmetica, geometria, musica e astronomia.

Dopo aver completato con successo lo studio di queste arti liberali, che rappresentavano le scienze di base dell'epoca, il laureato aveva il diritto di insegnare il trivium agli studenti più giovani, in qualità di magister regens. Con buona approssimazione, ciò gli conferiva lo stesso ruolo di un assistente universitario di oggi.

## Canone delle sette arti
Sebbene le sette arti liberali fossero già note nell'antica Grecia, esse non formavano ancora un canone unitario. Le quattro materie del Quadrivio furono menzionate per la prima volta ne 'La Repubblica di Platone come le discipline che, unitamente alla filosofia, erano essenziali per la formazione dell'"uomo dello Stato ideale" e che conducevano alla conoscenza di ragione.
Le sette arti liberali furono descritte per la prima volta in modo enciclopedico da Varrone (I secolo a.C.) nelle Disciplinae, che trattarono anche di medicina e architettura, e da Cicerone. Seneca introdusse la classificazione in uso ancora oggi, che fu adottata nel Medioevo, tra gli altri, da Marziano Capella e celebrata come dono di nozze nel poema didattico Sulle nozze di Mercurio e della Filologia. Il loro argomento fu ulteriormente sviluppato da Cassiodoro e Isidoro di Siviglia nele Etymologiae. Come era consuetudine nelle università medievali, venivano presentati anche autori greci, come ad esempio Donato per la grammatica, la Retorica ad Herrenium per la retorica, le due Institutiones di Boezio per l'aritmetica e la musica, nonché la sua letteratura secondaria sull'Organon di Aristotele per la dialettica.

## Sviluppo del programma diMagister artium
L'insegnamento delle sette arti era propedeutico all'istruzione elementare - lettura e scrittura con lezioni iniziali di latino, aritmetica e canto - e allo studio vero e proprio delle scienze, di cui la teologia era il vertice nel sistema dei saperi dell'Alto Medioevo. Le artes venivano insegnate nelle scuole dei monasteri e nelle scuole cattedrali, così come anche 
dai “maestri liberi” e nelle scuole comunali.
Al momento della fondazione, le università erano suddivise in quattro facoltà, di cui la Facoltà delle Arti (Facultas Artium) soprintendeva allo studio delle arti liberali e precorse la nascita della Facoltà di Filosofia. La Facoltà delle Arti fu integrata nello Studium Generale, insieme alle altre principali facoltà (teologia, giurisprudenza e medicina).
La Facoltà di Lettere rilasciava il titolo di baccalaureus artium dopo un esame e quello di magister artium dopo un secondo esame di qualificazione. L'abilitazione all'insegnamento (licentia docendi) nelle arti liberali poteva essere acquisita in parte con il baccalaureato, completamente, solo con il titolo di magister. A partire dal XV secolo, questa licenza fu sostituita dal dottorato (Doctor philosophiae), il grado accademico più elevato.
Durante il periodo della Scolastica, il magister artium ("maestro delle arti") si formava sulle nuove traduzioni di Aristotele e dei suoi commentatori arabi. La retorica e la musica passarono in secondo piano, così come la grammatica, a meno che non fosse studiata come una sorta di logica linguistica propedeutica allo studio della filosofia vera e propria. La dialettica, invece, assunse maggiore importanza e si tradusse in uno studio della fisica e della metafisica coordinato con le artes matematico-scientifiche (aritmetica, geometria, astronomia). Vennero inoltre aggiunti corsi di etica, economia e politica nell'ambito della "filosofia pratica".
Nelle proprie lezioni e nei corsi pratici, il magister doveva quindi insegnare una materia che nell'Alto Medioevo era ben definita, ma che in seguito, sotto l'influsso della filosofia aristotelica, si ampliò notevolmente estendendosi alla fisica. A partire dal XV secolo, le materie del Trivio persero parte della loro importanza, così come l'abilitazione all'insegnamento del magister.
Durante l'Umanesimo- Rinascimento del XV e XVI secolo, emerse il modello degli studia humanitatis, che si basava non tanto su un canone di materie quanto sugli obbiettivi educativi classici stabiliti da Cicerone. Le artes furono riformate ancora una volta, anche per quanto riguarda gli obbiettivi educativi nelle scuole e nelle lezioni private. Le materie del Trivio divennero più "classiche" e si arricchirono dello studio dei poeti greci, mentre la filosofia enfatizzò le applicazioni pratiche e la riflessione storica.

## Dopo il XIX secolo
Quando, a partire dall'Ottocento, ogni nazione si è data un ordinamento universitario autonomo e l'insegnamento ha iniziato ad essere tenuto in lingua nazionale, il titolo ha assunto nomi e significati un po' diversi nei vari paesi: master nei paesi anglosassoni, magister in quelli di influenza tedesca, maître in Francia. In Italia il titolo è totalmente scomparso dopo la Rivoluzione francese, salvo riapparire nella variante anglosassone di master alla fine del XX secolo con il significato di un titolo superiore a quello di "dottore". Si tratta del programma di laurea magistrale, che è ancora indicato con la denominazione di Magister artium e l'abbreviazione M.A.